# Fogueira da Páscoa
As fogueiras da Páscoa são grandes fogueiras que se acendem no centro da aldeia, na praça principal ou no adro da igreja à meia noite da véspera do dia de Páscoa:“A fogueira só é acesa quando começa o dia de Páscoa”.
No sábado de Aleluia, o dia anterior ao domingo de Páscoa, rapazes  percorrem os campos da aldeia em busca de lenha. A lenha e os carros para a transportar eram "roubados".  Os rapazes reúnem-se à volta da fogueira que fica a arder toda a noite. “Para passarem melhor o tempo trazem garrafões com vinho e por ali ficam a noite”.
A celebração faz parte da tradição dos Roubos rituais, das fogueiras dos Santos populares e das fogueiras de Natal
A tradição de acender a fogueira da Páscoa é ainda celebrada em Parada de Infanções( Também se faz a fogueira de Páscoa em Peredo - Macedo de Cavaleiros, onde os sinos da igreja tocam toda a noite para celebrar a ressurreição de Jesus Cristo))